# Romano Sgheiz
Romano Sgheiz (Cólico, 28 de junio de 1937) es un deportista italiano que compitió en remo. Es hermano del también remero Luciano Sgheiz.
Participó en cuatro Juegos Olímpicos de Verano entre los años 1956 y 1968, obteniendo dos medallas, oro en Melbourne 1956 y bronce en Roma 1960. Ganó seis medallas en el Campeonato Europeo de Remo entre los años 1956 y 1964.

## Palmarés internacional
| Juegos Olímpicos   | Juegos Olímpicos         | Juegos Olímpicos  | Juegos Olímpicos   |
| Año                | Lugar                    | Medalla           | Prueba             |
| ------------------ | ------------------------ | ----------------- | ------------------ |
| 1956               | Melbourne (Australia)    | Medalla de oro    | Cuatro con timonel |
| 1960               | Roma (Italia)            | Medalla de bronce | Cuatro con timonel |
| Campeonato Europeo |                          |                   |                    |
| Año                | Lugar                    | Medalla           | Prueba             |
| 1956               | Bled (Yugoslavia)        | Medalla de bronce | Cuatro con timonel |
| 1957               | Duisburgo (RFA)          | Medalla de oro    | Ocho con timonel   |
| 1958               | Poznań (Polonia)         | Medalla de oro    | Ocho con timonel   |
| 1961               | Praga (Checoslovaquia)   | Medalla de oro    | Ocho con timonel   |
| 1963               | Copenhague (Dinamarca)   | Medalla de plata  | Cuatro sin timonel |
| 1964               | Ámsterdam (Países Bajos) | Medalla de bronce | Cuatro sin timonel |